# Escola de Pilotos de Teste da Força Aérea dos Estados Unidos
Escola de Piloto de Teste da Força Aérea dos Estados Unidos (U.S. Air Force Test Pilot School) fica localizada na Base Aérea de Edwards, na Califórnia, Estados Unidos.
Sua missão é formar pilotos de prova e engenheiros de prova.
É necessário aos alunos conhecimento científico e de engenharia e julgamento racional elaborado em situação crítica.